# Hadarøy
Die Hadarøy ist ein Fährschiff mit Elektroantrieb der norwegischen Reederei Fjord1. Es wurde am 2. Januar 2019 auf der Sulesund-Hareid-Linie in Betrieb genommen.
Es ist das erste elektrisch angetriebene Fährschiff der Reederei, weitere elf sollen folgen. Fünf der Schiffskörper wurden bei der türkischen Cemre Shipyard in Auftrag gegeben. Ein minimaler Energieverbrauch und möglichst geringer CO2-Ausstoß war das Ziel bei der Entwicklung und Konstruktion dieser Schiffe. Der Bau des Schiffskörpers erfolgte in der Türkei, der weitere Ausbau und die Ausrüstung wurden in Norwegen bei der Havyard Ship Technology AS durchgeführt.
Die Fähre kann rund 400 Passagiere und etwa 120 Autos über den Fjord befördern. Die Akkukapazität beträgt 2000 kWh, die Antriebsleistung beträgt 4 × 500 kW, die auf zwei Azipods wirken. Damit erreicht die Fähre eine Geschwindigkeit von 10 Knoten.